# Сливен
Сливен (старински Сливно) је град у Републици Бугарској, у средишњем делу земље. Град је и седиште истоимене Сливенске области.
Град Сливен је некада у бугарском народу био познат као средиште хајдучије у време османске владавине, па је добио надимак „Град 100 војвода“.

## Географија
Град Сливен се налази у средишњем делу Бугарске, на око 300 км источно од Софије, а око 100 км од Црног мора. Поред града пролази важан саобраћајни правац Софија — Бургас. Област Сливена представља најсевернији део историјске покрајине Тракија. Град се сместио у јужном подножју планине Сињи Камен, дела планинског система Балкана. Ова планина се веома стрмо издиже изнад града, па се са оближњих врхова пружају лепе визуре на град и окружење.
Клима у граду је измењено континентална са снажним утицајем средоземне, што се огледа посебно у веома жарким и сувим летима.

## Историја
Сливен је првобитно био трачко насеље. Током већег дела средњег века град био у саставу Бугарске. У 14. веку град је пао под власт Османлија. У 19. веку Сливен је постао једно од средишта бугарског народног препорода. 1885. године град је постао део савремене бугарске државе.

## Срби у Сливену
Бугари нису никада а ни данас не признају, да у Бугарској живе Срби. Што је апсурд и што наравно бити не може, јер писана историја и сам живот их демантују. Срби и Бугари су измешани на великој територији. Па и у Сливену.
Купци (и преводиоци) једне црквено-историјске књиге преведене на бугарски језик 1825. године били су житељи Сливена (са српском варијантом презимена) - у Брашову: Анастас Димитракијевић, Нојко Хаџи Божиловић, Христодул Панајотовић, Лазар Станчовић, Атанас Хаџи Давидовић, Петар Хаџи папа Божиловић, Јанко торбаџи Кутовић, Добри абаџи Желесковић.
Претплатник - скупљач претплате једне српске књиге био је 1847. године у Сливену, Лазар Младеновић, Србин код чијег имена је напомена: "васпитатељ деце Турских великаша". Он је скупио 10 пренумераната, чија презимена међутим нису наведена.

## Становништво
| 1934.  | 1946.  | 1956.  | 1965.  | 1975.  | 1985.   | 1992.   | 2001.   | 2011.  |
| ------ | ------ | ------ | ------ | ------ | ------- | ------- | ------- | ------ |
| 30.571 | 34.291 | 46.175 | 68.536 | 90.316 | 102.268 | 106.225 | 100.366 | 91.620 |

По проценама из 2008. године град Сливен има 106.434 становника. Огромна већина градског становништва су етнички Бугари православне вероисповести. Остатак су Роми, Турци и Јермени. Последњих 20ак година из града одлази становништво због удаљености од главних токова развоја у земљи. Оживљавање привреде требало би зауставити негативни демографски тренд.

## Партнерски градови
- Алба Јулија
- Текирдаг
- Гера
- Мелитопољ
- Печуј
- Вороњеж